# Trái đắng
Trái đắng là một bộ phim truyền hình được thực hiện bởi M&T Pictures  cùng TKL do Đỗ Lệnh Hùng Vỹ và Trần Cảnh Đôn làm đạo diễn. Phim phát sóng vào lúc 13h00 từ thứ 2 đến thứ 4 hàng tuần bắt đầu từ ngày 29 tháng 6 năm 2010 và kết thúc vào ngày 13 tháng 9 năm 2010 trên kênh HTV7.

## Nội dung
Trái đắng là hình ảnh đẹp trong sáng của lứa tuổi học trò. Trong ngôi trường cấp 3 ở vùng biển lộng gió Long Hải có bốn người bạn thân sớm tối có nhau. Đó là Cường (Quang Tuấn) đẹp trai, học giỏi, có ý chí. Là Diễm (Maya) lớn lên trong gia đình khá giả, có một tình yêu trong sáng với Cường. Là Minh (Huỳnh Đông) cha mẹ mất sớm, nghèo, nhưng rất có ý chí quyết tâm đổi đời bằng cách chăm chỉ học tập. Là Hà (Thanh Trúc) thông minh, hiền lành, nhưng yêu Cường đơn phương...

## Diễn viên
- Maya trong vai Diễm[3][4]
- Quang Tuấn trong vai Cường[4]
- Chí Tài trong vai Ông Dẫu[5]
- Thanh Trúc trong vai Hà[6]
- Huỳnh Đông trong vai Minh[7]
- Công Ninh trong vai Ông Khanh

Cùng một số diễn viên khác....

## Nhạc phim
- Chờ đợi trong niềm đau

Sáng tác: Yên Lam
Thể hiện: Trần Hồng Kiệt
- Trái đắng

Sáng tác: Yên Lam
Thể hiện: Đinh Phương Ánh
- Vẫn chưa muộn màng

Sáng tác: Yên Lam
Thể hiện: Maya

## Giải thưởng
| Năm  | Giải thưởng    | Hạng mục                | (Người) đề cử | Kết quả   | Tham khảo |
| ---- | -------------- | ----------------------- | ------------- | --------- | --------- |
| 2010 | Giải Cánh diều | Phim truyện truyền hình | —             | Bằng khen | [ 8 ]     |